# 白眉大侠 (电视剧)
白眉大侠，中国大陆1995年上映的一部武侠题材的电视剧。共34集。导演王文杰。

## 故事概要
北宋仁宗年间，白眉大侠徐良等发现晋王赵吉有弑君篡位的图谋，他们与反派势力展开了一场殊死的较量，最终铲除邪恶，正义伸张。

## 主要演员
- 徐良(白眉大侠) （赵恒煊 饰演）
- 严英云（许榕真 饰演）
- 白云瑞 （邢岷山 饰演）
- 王顺（张子健 饰演）
- 陆小英（李婷 饰演）
- 陆小倩（李婷 饰演）
- 房书安（秦川 饰演）
- 夏遂良（曲宝刚 饰演）
- 龙云凤（宋琰亭 饰演）
- 郭长达（张富民 饰演）
- 包拯（丁小秋 饰演）
- 赵吉（焦体怡 饰演）
- 宋仁宗（王文圣 饰演）
- 陆天林（王永泉 饰演）
- 艾虎（初善涛 饰演）
- 陶福安（曾宪文 饰演）
- 蒋平（刘德基 饰演）
- 天聋（肖云洪 饰演）
- 地哑（孙菊童 饰演）
- 古月（赵学贤 饰演）
- 金掌佛禅（张建华 饰演）
- 张小义（孙建秋 饰演）
- 张笑影（羊莅新 饰演，姚培华 配音）
- 张天远（鞠勇 饰演）
- 夏侯仁（刘玉华 饰演）
- 姚敬芝（吴敬萍 饰演）
- 马公公（李宪明 饰演）
- 徐良母（何连心 饰演）
- 康老大（刘仁波 饰演）
- 陈仓（周晓明 饰演）
- 潘秉臣（吴健和 饰演）
- 罗子真（王跃 饰演）
- 罗母（陈梅村 饰演）
- 宫世良（陈敏政 饰演）
- 知县（孟宪礼 饰演）
- 左大人（王滨 饰演）
- 范继华（徐晓文 饰演）
- 陆小亮（赵强 饰演）
- 郭尚达（赵新民 饰演）
- 贺兆雄（王跃 饰演）
- 王顺母（孙小慧 饰演）
- 兰聋子（黄强 饰演）
- 酒保（李伟 饰演）
- 小结巴（潘尔景 饰演）
- 路朝东（房虎 饰演）
- 路朝西（吴成森 饰演）
- 四杀手（卢惠东；郝胜德；徐宗华；解庆明 饰演）
- 武圣人于和（毛毛 饰演）
- 酒色财气四大天王（刘玉华；黄强；阿宝；张健 饰演）